# Кутейба ибн Муслим
Кутейба ибн Муслим (669—715) — наместник Хорасана в эпоху правления арабских халифов из династии Омейядов на протяжении 704—715 годов.

## Биография
Кутейба происходил из арабского племени бахилитов, участвовал в завоевательных войнах Арабского халифата. Благодаря своим организаторским способностям и военному искусству был назначен наместником Хорасана в 704 году. Он был главным организатором и исполнителем завоевательных походов арабов в Среднюю Азию. В отличие от своих предшественников он добился фантастических успехов в покорении Мавераннахра. В 708 году был завоёван Кеш, 709 году была захвачена Бухара, в 712 году Хорезм и Самарканд, в 713 году — Чач (Ташкент). В 714 году его войска захватили Ферганскую долину.

## Военная деятельность

### ПокорениеБухарского оазиса
Первый поход Кутейбы был направлен на княжества Ахарун и Шуман (районы совр. Гиссара и Душанбе в Таджикистане). К походу присоединились войска дикханы Балха, откуда вытекает предположение, что этот поход планировался ещё ал-Муффадалом, а Кутейба лишь выполнял намеченный план. За Амударьей войско Кутейбы встретил правитель Саганйана (Чаганиана, район долины Сурхандарьи) Биш Кривой с дарами и символическими ключами от столицы. Биш просил Кутейбу о заступничестве от нападений Гуштаспа, владетеля Арахуна и Шумана, так что Кутейба принял просьбу. После осады столицы Гуштасп согласился на сдачу и выплат контрибуций. Поход этот ограничился исключительно денежными приобретениями; ни Биш, ни Гуштасп не приносили Кутейбе вассальной присяги, а их владения не стали вассальными по отношению к Халифату.
Вернувшись в Мерв, Кутайба принялся наводить порядки в окрестных краях — владетель Багдиса Тирек-Тархан вновь попытался избавиться от зависимости. Подробности произошедшего неизвестны, однако в заложниках оказались мусульмане. В ходе трудных переговоров Тирек заручился гарантией личной неприкосновенности, прибыл в Мерв лично и выторговал вассальную зависимость от Халифата на выгодных условиях: Тирек обязывался поставлять бойцов в арабскую армию, а Халифат обязывался не вмешиваться во внутреннюю политику Багдиса.
Весной 706 г. н. э. Кутейба собрал новый поход за Амударью, в котором ему помогал Тирек с багдисцами. Целью походя являлся крупный торговый город Пайкенд (Байкенд), расположенный на торговой магистрали Средней Азии, доходящей на востоке до Китая (по крайней мере, до Кашгара). По косвенным признаком можно догадываться, что знаменитый «город купцов» являлся самоуправляемой общиной и не зависел от городов Бухарского оазиса, а потому являлся удачной целью. Пайкендцы узнали о наступлении арабов заранее и успели призвать на помощь тюрок и согдийцев; последние отрезали мусульманам пути отступления, так что в течение двух месяцев Кутейба не знал, что происходит в Хорасане. Пользуясь этим, пайкендцы подкупили гонца и через него сообщили ложную новость о будто бы смещении патрона Кутейбы, ал-Хаджжаджа. Кутейба воспринял такую новость всерьёз, однако вместо отступления приказал казнить гонца (во избежание деморализации армии) и начал решающее сражение. К вечеру город сдался и Кутейба, оставив небольшой гарнизон, начал экстренно отводить войска в Хорасан, опасаясь потерять своё место вслед за патроном. Жители Пайкенда, однако, на второй день подняли восстание и перебили весь гарнизон, отрезав убитым носы и уши; такого Кутейба оставить не мог и вернулся. Вторая осада длилась месяц, ни о каких переговорах речи не шло. После взятия штурма все защитники были перебиты поголовно, город же был отдан на разграбление. Впоследствии город восстановился лишь благодаря бывшим в отъезде родственникам и друзьям, угнанных в плен — их выкупали за очень большие деньги.
Весной 707 г. н. э. Кутейба повёл войска в Бухарский оазис с запада, на Бумиджикет. Печальный пример Пайкенда побудил местных жителей пойти на мирное соглашение без осады и штурма, после чего мусульмане двинулись на Рамитан — один из крупнейших городов оазиса. Произошедшее было настолько неожиданным, что призванные рамитанцами на помощь тюрки и согдийцы настигли лишь арьергард арабского войска.
В походе 708 г. н. э. Кутейбу за Амударьей уже ждали объединённые тюркско-согдийские войска, усиленные отрядами из Ферганы. Разбив это объединённое войско, мусульмане двинулись к Замму через Мерверруд и Фарйаб. Не встретив активного сопротивления, Кутейба достиг Варданы, северо-восточной окраины оазиса, где его встретило войско местного правителя (вардан-худата). Сражение длилось два дня и завершилось крупными потерями с обеих сторон; ряд арабских источников упоминают будто бы даже недовольство ал-Хаджжаджа.
В 709 г. н. э. Кутейба повёл войска уже на столицу оазиса, Бухару. Учитывая, что по площади (около 36 га) и численности Бухара была вдвое больше Пайкенда, арабы приготовились к долгой осаде. Защитники города могли выдерживать осаду достаточно долго: цитадель Бухары в описываемый период времени была вынесена за западную окраину на сотню метров и превосходила по площади жилые кварталы (3,96 га), здесь же располагался дворец бухар-худата, питаемый отдельным акведуком; в шахристане имелись колодцы, при этом пространство между городом и цитаделью было защищено стенами. По призывы вардан-худата на помощь бухарцам пришли союзные тюрки и согдийцы, двигавшиеся со стороны Варданы, так что Кутейбе пришлось даже прервать осаду и двинуться навстречу противнику, чтобы не оказаться зажатым с двух сторон. Арабские войска стали севернее Бухары, где изгиб Зеравшана прикрывал лагерь от нападения, после чего между племенными группировками начались трения. Во время одной из атак тюрок аздиты решили совершить контратаку — однако были разбиты, после чего тюркская конница ворвалась в ставку Кутайбы и была оттеснена лишь с огромным трудом. Кутайба был вынужден взывать к племенной гордости остальных племенных группировок — однако откликнулись лишь тамимиты в количестве 800 бойцов (часть из которых была пешими). Племенные трения на этом не закончились: большая часть войска не пожелала идти вслед за тамимитами, и лишь обещание Кутайбы раздать по 100 дирхемов каждому, кто принесёт голову врага, сподвигло бойцов продолжить преследование тюрок. Указанные обстоятельства не изменили хода кампании: Бухара сдалась войскам Халифата на условиях выплат 200 или 220 тыс. дирхемов ежегодно. По сведениям, приводимым в «Тарихи Бухари» Наршахи, указанная дань была наложена на Бухару лишь во время 4-го похода, однако до сих пор не установлено, был ли поход 709 г. н. э. третьим или четвёртым.

### Подавление мятежей вХорасане
Обеспокоенный ростом мощи Кутейбы после взятия Бухары, Тирек-Тархан в одностороннем порядке разорвал вассальный договор. Под предлогом того, что ему надо быстрее вернуться домой, Тирек увёл свои отряды сразу после взятия Бухары — но двинулся к Балху ускоренным маршем. Кутайба никогда не проводил зимних кампаний, а потому отложил возвращение Тирека к покорности до весны [58]. За осенне-зимний период Тирек сумел овладеть районами Саманган и Баглан, а также поставить гарнизоны в крепости Хульмского ущелья, обезопасив себя от атаки Кутайбы. Обстоятельства захвата указанных областей описываются у разных историков различно: по ат-Табари, Тирек просто арестовал правителя Тохаристана; прочие средневековые мусульманские историки упоминают помощь шада и джабга Тиреку как изгнанному государю. Отсюда Тирек разослал письма с призывом восстать против арабской власти к правителям Мерверруда, Таликана, Фарйаба и Джузджана — все перечисленные правители откликнулись на этот призыв.
Весной 710 г. н. э. Кутайба начал кампанию против мятежников, создавших для арабов существенную угрозу. Источники умалчивают о том, какие карательные меры применял Кутайба, но после начала наступления союзники Тирека поспешно стали отпадать от него. Так, марзпан Мерверруда поспешно бежал в Тохаристан — Кутайба смог арестовать, судить и казнить через распятие только двух его сыновей. Правители Фарйаба и Таликана поспешили к Кутайбе с покаянием и данью — и были прощены. Верен клятве остался только правитель Джузджана — он и его сторонники укрылись в горах, как и Тирек. До конца января в Кутайбе явился правитель Самангана, ущемлённый Тиреком в территориальных правах, и в обмен на гарантию неприкосновенности изложил арабам тропы в обход крепости Хульмского ущелья. Произошедшее быстро стало известно Тиреку — он спешно отослал обоз с имуществом и драгоценностями кабул-шаху, а сам отступил ещё дальше на северо-восток — за Фаргар, где и укрепился в крепости Курз. Кутайба перекрыл вход в ущелье отрядом Абдаррахмана б. Муслима, а сам с небольшим отрядом в двух фарсахах дальше, в Искимиште. Начавшаяся в конце апреля осада растянулась на более чем два месяца, шла уже середина лета — однако арабам крепость взять не удавалось. Затягивать боевые действия было рисковано для самих мусульман — прежде всего потому, что Курз находился на высоте 2 тыс. м. на уровне моря, а арабы были непривычны к ведению боевых действий на таких высотах. Исход осады решила военная хитрость, применённая Кутайбой — посольство, которым руководил неараб Сулайм по прозвищу Советчик. Тирек впечатлился тем, что посольство возглавил неараб и после ряда уточняющих вопросов согласился сдаться; однако из-за данной гарантии неприкосновенности Кутайба не смог сразу же наказать Тирека. Потребовалось посольство к ал-Хаджжаджу, однако тот не дал однозначного ответа, передав решение вопроса на усмотрение Кутайбы. Поскольку обмен гонцами занял полтора месяца (по ат-Табари — только 40 дней), Кутайба счёл возможным казнить и Тирека, и его родственников, и 700 его воинов.
Пока Кутайба вёл бои с Тиреком и мятежниками Хорасана, выплату дани прекратил правитель Ахаруна и Шумана. Посланец Кутайбы, отправленный с предложением сдаться и выплатить дань, был казнён в доказательство серьёзности намерений отложиться. Кутайба послал к мятежному правителю своего брата Салиха с гарантией неприкосновенности в случае сдачи — однако и здесь был получен отказ. Осада была недолгой: после начала применения камнемётных машин часть стены города рухнула, мятежные войска решились дать бой — н были разбиты, а мятежный наместник был убит. Войска арабов перешли Байсунский перевал («Железные ворота») и взяли Кешш и Несеф — за отсутствием упоминаний военной добычи и количества павших воинов, принято считать, что города откупились данью и принятием ислама. После этого Кутайба вернулся в Бухару, утвердил бухар-худатом малолетнего Тохшаду, сместив правившую до этого его мать (у ат-Табари употребляется только её титул хатун). С этого времени Бухара под руководством марионеточного правительства стала плацдармом для завоевания Согда.
В раджабе 92 г. х. (24.04-23.05 711 г. н. э.) Кутейба б. Муслим во главе войска вступил в Сиджистан, переданный ему в управление после подавления мятежа местной знати. По ал-Балзури, причиной назначения стало то, что прежний наместник Сиджистана потребовал от рутбила выплаты дани деньгами, а не натурой, что нарушало договор с ал-Хаджжаджем. Первоначально Кутайба послал в Сиджистан своего брата Амра б. Муслима, однако тот не решился вынести аналогичное решение. Вместо этого он запросил помощи у старшего брата — и Кутайба, прибыв в Сиджистан лично, был вынужден вникать в суть особенностей экономики региона, после чего согласился принимать дань натурой. Принимая эту версию, остаётся неясно, почему Кутейба оставил ставку в Сиджистане, вместо того, чтобы развивать успехи в Мавераннахре или иных регионах. В противоположность всем другим авторам, ал-Куфи сообщает о боевых действиях против правителя Кабулистана — однако в рассказе о ходе боевых действий описывает стандартные эпические сюжеты (устрашение жестокостью, казни пленных напоказ, пир на трупах, т. д.), вследствие чего конкретно этот эпизод его «Книги завоеваний» считается эпическим.
Тем же 711 г. датируется прорыв тюрок у Тонъюкука через байсунский перевал в сторону Амударьи — вероятно, с их помощью местное население хотело отбросить арабов. Для пресечения вторжения Кутейба был вынужден двинуться в этот регион, однако вскоре ему поступили новые указания — начиналось крупномасштабное наступление на Синд.

### Участие в завоеванииСиндаиСогда
Формально Синд был покорён ещё несколько десятилетий назад, обязанности его наместника исполнял Мухаммад б. Харуд — однако реальная власть Халифата заканчивалась в 300—400 км западнее Инда. Расположенные ещё восточнее земли между Индом и Мерканом постоянно отказывались платить дань и восставали, и наместнику приходилось постоянно подавлять мятежи. Вследствие этого ал-Хаджжадж отстранил Мухаммада б. Харуда и заменил его Мухаммадом б. ал-Касимом ас-Сакафи, немедленно начавшим сбор войска в Ширазе.
Кутайба присоединился к ибн ал-Касиму летом или ранней осенью, когда были уже взяты города Каннаджубур и Армабил, а потому его войска приступили к активным боевым действиям лишь в следующем, 712 г., после завершения сезона дождей. Войска Кутейбы в Синде составили левый фланг вторжения. Около Дайбула объединённые войска встретили мирную делегацию жителей ан-Нируна, расположенного в 150 км от него, и за отсутствием необходимости дальнейшего совместного продвижения разделились. Здесь же ал-Касима и Кутайбу настиг приказ ал-Хаджжаджа двигаться дальше, на восток, до Окраинного моря, содержавший слова «ты амир всего, что завоюешь» — из этого события впоследствии родилась легенда о том, что ал-Хаджжадж обещал сделать амиром Китая того из своих полководцев, кто завоюет эту далёкую страну. Продвинуться ещё дальше на восток Кутайба не смог — из Самарканда прибыл гонец и известием об очередном мятеже. Формальным поводом обратиться за помощью к арабам стало то, что согдийцы свергли Тархуна, находившегося под покровительством Халифата и лично Кутайбы. Вместе с этим гонцом прибыл и второй — от хорезмшаха Джинфара, с тайным поручением пригласить арабов для ликвидации непокорного младшего брата хорезмшаха, Хурразада. За помощь Джинфар готов был выплатить дань и даже признать зависимость от Халифата. Так, руководствуясь двумя целями, Кутайба направил свои войска из Синда в Согд.
Выступление войска мусульман из Мерва не вызвало беспокойства в Хорезме — было известно, что войска Халифата проводят по одной, как правило летней, кампании в год. Расчёт не оправдался: после Новруза армия Кутайбы осадила город. Аристократия запросила помощи у хорезмшаха — однако тот ответил, что воевать с таким сильным противником не будет, а если придворные чины и захотят откупиться от мусульман, то о помощи им стоит просить Хурразада. Предательство вскрылось с достаточным запозданием — теперь Хазарасп уже был взят силами арабов, так что Хурразаду оставалось защищать единственно Хорезм и столицу Кас. Исход осады, однако, оставался неизвестен — однако хорезмшах без боя сдал арабам два внешних кольца городских стен. Оставшиеся обороняющиеся укрылись в цитадели — и в это время хорезмшах Джинфар открыто перешёл в лагерь осаждающих; осаждённые поняли, что обречены. Хурразад обратился к Кутайбе с просьбой о сдаче на любых условиях — в ответ на что получил предложение договариваться со своим братом, хорезмшахом. Обороняющиеся поняли, что обречены и решились на последний бой — он был недолгим. Кутайба приказал казнить попавшего в плен Хурразада; остальные пленные были переданы хорезмшаху и так же были казнены. Ни один из источников не упоминает суммы, которую Кутайба получил от хорезмшаха за эту операцию — лишь единожды говорится о 100 тыс. рабов.
После битвы под Касом Кутайба получил от хорезмшаха ещё одно предложение — нанести удар по Хамджерду, области в самых низовьях Амударьи и к северо-западу от неё. Правитель этой области чем-то досаждал хорезмшаху — источники не упоминают ни его имени, ни причин розни — однако Кутайба отрядил для этой цели крыло под командованием своего брата Абдаррахмана б. Муслима. Цена за помощь, предъявленная Джинфару Кутайбой, была высока: Хорезм стал вассальным государством по отношению к Халифату, причём наместником был назначен Убайдаллах б. Абу Убайдаллах, мавла рода Муслима. Между тем ещё только наступало лето — стоял, самое позднее, конец мая-начало июня, вследствие чего Кутайба решил довершить первоначальный план — наказать самаркандцев. Отправив обоз с добычей в Мерв, войско двинулось в поход по дороге, ведущей через Самарканд в Китай. Около Рабинджана (Арбинджана) путь Кутайбе преградил согдийский ихшид Гурек, призвавший на помощь так же тюрок. Упорное сражение шло несколько дней с переменным успехом — согдийцы прорывались даже к ставке арабов, но в конце концов были отбиты; когда же тюрки отступили в степь, к Самарканду были вынуждены отступить и согдийцы. Осада самого Самарканда описывается арабскими историками подробнее, чем какая-либо другая осада любого среднеазиатского города — однако в большинстве своём хронология событий не указывается ни в одном источнике, вследствие чего описание осады представляет собой набор событий. Некоторое время Гурек держал осаду без союзников, однако вскоре отправил гонцов к населению Шаша и Ферганы со словами о том, что после падения Самарканда настанет и их очередь — и в качестве помощи пришёл отряд из нескольких сотен дикханов. Несмотря на малую численность, это была серьёзная сила: многотысячная армия мусульман в большинстве своём состояла из плохо экипированных и слабоукомплектованных бойцов, основной её силой являлся ударный кулак из 2-3 тыс. тяжеловооружённых всадников. Ночью отряд дикханов совершил рейд на ставку арабов — обычно подобные действия приводили к разгрому противника и бегству — но у Кутайбы имелась хорошо организованная разведка, своевременно известившая командование о наступлении. Брат Кутайбы, Салих б. Муслим, вызвался организовать засаду на дороге к лагерю и успешно осуществил план; почти весь отряд дикханов погиб. Головы убитых, насаженные на копья, поутру были продемонстрированы осаждённым как демонстрация того, что помощь извне не придёт. Боевой дух самаркандцев остался, однако, несломленным; началась долгая осада города.
По меркам своего времени Самарканд был впечатляющим городом — с окружностью в 11 км. (считая с пригородом, который так же был обнесён стеной); собственно город, называемый арабами мединой, а иранцы — шахристаном, достигал 6,5 км в периметре. С целью разрушения стен города использовалось множество камнемётных машин, однако мусульмане не решились на более радикальную меру — разрушение акведука — к ней прибегли лишь монголы несколько веков спустя. В осаде Самарканда активное участие принимали хорезмийцы и бухарцы — Гурек даже послал Кутайбе упрёк «ты сражаешься против меня при помощи моих братьев и родичей неарабов, выставь против меня арабов!». Провокация подействовала — Кутайба начал штурм отборными арабскими войсками и сумел пробить стену. Согдийцы немедленно запросили о суточном перемирии на условиях дальнейшей сдачи — и Кутайба согласился на это, из чего следует, что мусульмане понесли достаточно весомые потери. На следующий день, соблюдая формальное перемирие, войска арабов въехали в Самарканд через южные, Кешшские, ворота и выехали через северные, Китайские — обозначив таким способом покорение города. Ихшид Гурек лично руководил пиром на примирении, после чего был составлен мирный договор — это единственный договор подобного рода, дошедший до настоящего времени в подлиннике. Судя по тексту, датированному началом 94 г. х., Самарканд сдался не ранее 7 октября 712 г. н. э. — более точная датировка отсутствует. В тексте договора никак не был затронут вопрос о взаимоотношении мусульман с иноверцами и о судьбе храмов Самарканда, чем Кутайба не приминул воспользоваться к неожиданности Гурека. Статуи богов были вынесены из храмов и сожжены публично — ихшид напрасно умолял мусульман на коленях; сосуществование мечети и языческих капищ было для Кутайбы недопустимым. Аристократия Самарканда была выселена из шахристана на периферию — в опустевших домах были размещены войска. Комендантом города был назначен Абдаллах б. Муслим, получивший от своего брата Кутайбы строгий приказ не допускать в шахристан никого из многобожников под страхом смерти и приказ обыскивать всех жителей шахристана на предмет ношения оружия, а в случае обнаружения такового — казнить.
Завоевание сразу двух богатых областей прославило Кутайбу: кайситские поэты противопоставляли его роду аздита ал-Мухаллаба — составляя хвалебные оды, преувеличивая количество пленных и убитых, превознося жестокость по отношению к пленным и павшим — так, упоминается цифра в 2,1 млн рабов, будто бы полученных после битвы в Хорезме. С падением Халифата местным мусульманским наместникам придётся тщательно скрывать масштабы произошедшего, а все указанные стихи — запрещать.

### Продолжение покоренияМавераннахраи исламизация региона
Зима 712—713 г. н. э. была омрачена событиями в Хорезме, жители которого не простили своему правителю предательства. Хронология событий этого периода слаба — даже ат-Табари сообщает лишь, что «они сочли Ийаса слабым и собрали против него войско», причём не упоминается ни битва с лояльными хорезмшаху силами, ни даже что делало это войско. Единственную ясность вносит ал-Бируни, сообщающий, что карательное войско Кутайбы перебило выживших жрецов и сожгло некие книги, после чего «пресеклась наука в Хорезме». Весной 713 г. н. э. Кутайба направил войска в Фергану и Шаш — ровно как и предполагал Гурек. По мере продвижения к войску присоединялись отряды хорезмийцев, бухарцев и согдийцев из Несефа, Кешша и Самарканда — однако на этом точные сведения пресекаются. Бои, данные под Ходжентом, описываются без подробностей, не упоминается и судьба города. После этого боя войско выжгло Шаш и захватило Касан (предположительно, резиденцию царя Ферганы), из чего возникает предположение о разделении сил.
На обратном пути Кутайба остановился в Бухаре и приказал начать капитальную исламизацию захваченных земель. Пятничные моления стали проводить с участием новообращённых бухарцев, не знавших обряда и слов молитв — для устранения этого толкование Корана велось на фарси, на том же языке разъяснялся ритуал. Для ускорения процесса была учреждена премия в два дирхема — сумма немалая, на неё можно было обеспечить хлебом взрослого человека на две недели. Не упоминается, насколько долго просуществовала эта расточительная форма пропаганды, однако из-за скорого исчезновения её упоминаний, считается, что недолго. Между тем Фергана и Шаш оказались в примерно том же положении, что ранее Синд — они были подчинены Халифату юридически, но всегда находили повод уклоняться от уплаты каких бы то ни было налоговых сборов. Так, сообщается, что в следующем, 714 г. н. э., Кутайба совершал поход «до самого Исфиджаба», то есть, об этом говорится, как о значимом военном достижении. Таким образом, в 715 г. н. э. Кутайба снова отправился в восточный поход.
Извести о смерти своего патрона, ал-Хаджжаджа, застало Кутейбу в разгар военного похода в Фергану. Сообщение дошло, таким образом, никак не ранее 10 июля и Кутейба поспешил вернуться в Мерв, опасаясь смещения и репрессий. Опасения оказались напрасны: гонец от ал-Валида передал письмо с благодарностями за верную службу и подтверждение всех полномочий. Скорая смерть самого ал-Валида и переход власти к его брату, Сулейману, круто изменили всю жизнь Кутейбы.

### Мятеж и смерть
Известие о смерти ал-Валида достигло Мерва в марте 715 г. н. э., когда Кутайба приготовил войско для выступления в Фергану. Рассчитывать на милость нового халифа наместнику Хорасана не приходилось: несколько лет назад он сам поддерживал предложение ал-Хаджжаджа отстранить Сулеймана от наследования в пользу сыновей ал-Валида и участвовал в изгнании ал-Мухаллаба и его сыновей. Мира быть не могло. Существует несколько версий причин и развития мятежа Кутейбы, однако наибольшее доверие вызывает ат-Табари — прежде всего потому, что у него события развиваются стремительно, в то время как в версиях ал-Куфи Кутейба состоит в долгой (несколько месяцев) переписке с Сулейманом, которая не умещается во временные рамки. Сведения о посольствах в Кашгар и Восточный каганат так же не укладываются ни в какие временные рамки и потому считаются легендарными. В любом случае Кутейба не мог чувствовать себя в безопасности; если поздравительные письма халифу и отправлялись, они действительно могли быть всего лишь прикрытием. Таким образом, в поход он выступил самое позднее в конце апреля, а в Фергане оказался максимум в конце июня. Здесь Кутейба и объявил войску о намерении отложиться от Халифата.
Ни один источник не приводит речи Кутейбы с самого начала, со вступительных слов; во всех вариантах она начинается с того, как много он сделал для хорасанцев. Речь эта была встречена общим молчанием. Возражений ни у кого не было, однако даже всеобщее молчание разозлило Кутейбу; начав взывать к руководителям отдельных племенных группировок, он быстро разошёлся и начал поносить их. Арабские историки сходятся на том, что Кутейба был настолько окрылён своей славой завоевателя Мавереннахара и убеждением в своём полководческом гении, что не мог простить даже молчаливого отказа. Вернувшись в свою палатку, Кутейба начал жаловаться своим родственникам на неблагодарных подчинённых, ради которых он совершал свои воинские подвиги — однако ему быстро поставили в вину то, что в своей обличительной речи он не пощадил никого. Кутейба покаялся, что со злости наговорил много лишнего, но быстро разошёлся вновь, находя ещё более обидные характеристики: бакриты подобны рабыне, которая не противится, когда её щупают; тамимиты — то место, по которому дикий осёл бьёт хвостом; аздиты — вообще не арабы. Все эти эпитеты через слуг быстро стали известны рядовым бойцам армии.
Немедленной вспышки не последовало только потому, что у недовольных не было единого предводителя. В ходе переговоров таковым избрали Ваки' б. Абу Сауда, отстранённого Кутейбой от командования корпусом тамимитов. Узнав о брожении в войске, Кутейба начал искать не примирения, а главу заговорщиков, какового быстро обнаружил в лице Хаййана ан-Набати, командира отрядов мавлей. Кутейба приказал подослать к нему убийц — однако слуги, симпатизирующие своему сотоварищу-неарабу, помогли Хаййану скрыться, после чего тот примкнул к Ваки'. В ходе переговоров Хаййан пообещал Ваки' убедить неарабскую часть войска (мавереннахарцев, бухарцев, согдийцев и хоразмийцев) не вмешиваться во внутриарабский конфликт в обмен на право женитьбы на дочери Ваки'. Представляется, что особенно уговаривать мавлей Хаййану не пришлось — многие помнили, как ал-Хаджжадж, чьим ставленником являлся Кутейба, казнил не-арабов во множестве за попытки возражать в политических вопросах. Кутейбе о произошедшем донёс новый глава тамимитов, Дирар б. Хусайн, однако полководец решил, что здесь имеет место сведение личных счетов; когда же заговор вошёл в активную фазу, никто уже не мог арестовать Ваки'.
Войско в большинстве своём, как и обещал Хаййан, осталось нейтральным. Кутейба потребовал подать своего коня, чтобы предстать перед воздержавшимися от сражения в своём коронном образе великого наездника и победителя — однако конь отчего-то брыкался и полководец не смог сесть на него. Не желая являться к войску пешим, Кутейба приказал принести кресло к своей палатке и сел в нём — как делал всегда, когда бой «шёл как надо». Сражение обернулось по-иному: Кутейбу и его защитников обстреляли издали, после чего набросились в рукопашной. Израненный, он попытался укрыться в палатке — однако нападавшие подрезали верёвки и выдернули колышки. Придавленный упавшей палаткой, Кутейба б. Муслим был забит кольями. Два азадита вскрыли ткань и отрезали голову завоевателю Мавераннахра.
Вместе с Кутейбой погибли пять его братьев и четверо сыновей, не говоря о более дальних родственниках. Отрезанную голову Ваки' отослал Сулейману; тела погибших так же обезглавили и распяли. Так все получили своё: Ваки' стал наместником Хорасана, Хаййан ан-Набати получил обещанное вознаграждение, а Кутейба навсегда слился с землёй Ферганы. В Средней Азии существуют несколько могил Кутейбы ибн Муслима. Неизвестно, какая из них является настоящей.

## В кино
- «Зов предков. Согдиана» (1995) — в роли Кутейбы ибн Муслима — М. Хамед Бенгуеттаф.